# Edgar Page
Edgar Page (31. prosinca 1884. — 12. svibnja 1956.) je bivši engleski hokejaš na travi.
Osvojio je zlatno odličje na hokejaškom turniru na Olimpijskim igrama 1908. u Londonu igrajući za Englesku. 